# Sousoší Piety (Prosek)
Sousoší Piety na Proseku v Praze je umístěno na Proseckém náměstí jižně od kostela svatého Václava. Od roku 1996 je chráněno jako nemovitá kulturní památka České republiky.

## Historie
Sousoší Piety pochází z přelomu 18. a 19. století. Původně stálo na Prosecké ulici, odkud bylo přemístěno na Prosecké náměstí. Stojí na soklové části datované letopočtem 1905.

## Popis
Klasicistní pískovcové sousoší piety v životní velikosti s barokními zůstatky je osazeno na vysokém odstupněném soklu.